# Hạt sương trắng
Hạt sương trắng (tiếng Belarus: Белыя росы, tiếng Nga: Белые росы) là một bộ phim tâm lý xã hội, có phần khôi hài của đạo diễn Igor Dobrolyubov, ra mắt lần đầu năm 1984.

## Diễn viên
- Vsevolod Sanayev... Fedos Khodas
- Nikolai Karachentsov... Vaska (con trai út của Fedos Khodas)
- Mikhail Kokshenov... Sasha Khodas
- Gennady Garbuk... Andrey Khodas
- Boris Novikov... Timofey (hàng xóm nhà Khodas)
- Galina Polskikh... Marusia (vợ Vaska)
- Natalia Khorokhorina... Vera Matrunina
- Stanislav Sadalsky... Mishka Kisel

## Ê-kíp
- Thiết kế sản xuất: Yevgeny Gankin
- Phục trang: Nina Gurlo

## Vinh danh
- Giải thưởng đặc biệt (phim hay nhất) - Liên hoan phim toàn Liên bang (1984)